# الغواصة الألمانية يو-884
غواصة يو-884 غواصة يو بوت ألمانية من الفئة التاسعة/42 بنيت لسلاح بحرية ألمانيا النازية كريغسمارينه، في أحواض بناء السفن والآلات الألمانية وإيه جي فيزر في بريمن خلال الحرب العالمية الثانية.